# 宝探しアドベンチャー 謎解きバトルTORE!
『宝探しアドベンチャー 謎解きバトルTORE!』（たからさがしアドベンチャー なぞときバトルトレ!）は、日本テレビ系列で2011年7月6日から2013年2月25日まで『1900』枠で放送され、同年8月19日から2016年4月11日まで不定期特別番組として放送されたクイズ・ゲームバラエティ番組。
番組開始から3か月間は水曜日19:00 - 19:56（『1900』水曜枠）に放送されていたが、2011年10月から月曜日19:00 - 19:56（『1900』月曜枠）に移動した。2013年以降は年数回の特別番組となり、2016年までに8回放送された。
略称は『謎解きバトルTORE!』または『TORE!』。キャッチコピーは「獲れるもんなら獲ってみろ!」。

## 概要
古代遺跡「TOREの魔宮」を舞台に、伝説の秘宝「黄金のファラ男像」を求めて様々なステージに挑戦する。タイトルロゴやBGMは『インディ・ジョーンズ』をモチーフにしている。

### 番組開始までの経緯
2010年4月21日から2011年3月9日までは同時間帯で『密室謎解きバラエティー 脱出ゲームDERO!』が放送されていたが、2011年3月11日に東日本大震災（東北地方太平洋沖地震）が発生し、『DERO!』のゲーム内容に津波などを想起させる演出が含まれていることから、3月16日以降の放送が中止となった。結局『DERO!』は3月9日の放送を最後に放送終了となり、約4か月の休止期間を挟んだ上で当番組にリニューアルされた。
初回となる7月6日は、19:00 - 20:54の2時間スペシャルとして放送された。

### 月曜19時台への移動
2011年10月より『1900』水曜枠で新番組『1番ソングSHOW』が放送されることになったため、当番組は10月から月曜日19:00 - 19:56（『1900』月曜枠）に移動することになった。同時に『1900』水曜枠では2時間スペシャルのみの放送だったテレビ大分（TOS）がレギュラー放送を開始する。しかし、TOSのみ全編ローカルセールス扱いのためにネットスポンサーは付かなかった。また、自社制作番組など別番組への差し替えもあった。
月曜日での放送初回となる10月17日には、19:00 - 20:54の2時間スペシャルとして放送された。
なお、水曜時代に放送された直後の番組『笑ってコラえて!』との接続はステブレレスだったが、月曜時代の直後番組『世界まる見え!』との接続はジャンクション・ステブレ入りに変更された。
2012年9月24日には、番組開始以来で唯一19:00 - 21:54の3時間スペシャルが放送された。
2012年11月12日には、初の4チーム対抗戦の2時間スペシャルが放送された。また、一部のゲームで新ルールが追加された。

### レギュラー放送終了とその後
2013年2月25日の最終回2時間スペシャルをもって、レギュラー放送を終了した。最終回では番組が終了する旨や次回特番放送日などは一切触れられなかった。
レギュラー放送終了後にも、木曜日・土曜日・日曜日を除いた平日の19・20時台に引き続き不定期特別番組として計8回放送されたが、2016年4月11日の放送を最後に新規制作されていない。ただし、2019年に『ダウンタウンのガキの使いやあらへんで!』の年末特番「絶対に笑ってはいけない青春ハイスクール24時!」内で行われた「脱出ゲーム」で「ミイラの間」が復活したほか、2024年10月2日に放送された「日テレ系クイズフェスティバル2024秋」では「崖の間」、「2025春」では「崖の間」と「ミイラの間」が復活した。
また、2014年1月から中国とタイで現地版が制作・放送されている。
| 放送回 | 放送日        | 放送曜日 | 放送時間      | ネット局 | 備考                                            |
| ------ | ------------- | -------- | ------------- | -------- | ----------------------------------------------- |
| 第1回  | 2013年8月19日 | 月曜日   | 19:00 - 20:54 | 30局     |                                                 |
| 第2回  | 2013年9月24日 | 火曜日   | 19:00 - 20:54 | 28局     | クロスネットのテレビ大分・テレビ宮崎を除く      |
| 第3回  | 2014年4月7日  | 月曜日   | 19:00 - 20:54 | 30局     |                                                 |
| 第4回  | 2014年8月27日 | 水曜日   | 19:00 - 20:54 | 29局     | クロスネットのテレビ宮崎を除く                  |
| 第5回  | 2014年10月6日 | 月曜日   | 19:00 - 20:54 | 30局     | ここまでNNS30局同時ネット                       |
| 第6回  | 2015年4月8日  | 水曜日   | 19:00 - 20:54 | 29局     | クロスネットのテレビ宮崎を除く                  |
| 第7回  | 2015年8月21日 | 金曜日   | 19:00 - 20:54 | 29局     | クロスネットのテレビ大分を除く                  |
| 第8回  | 2016年4月11日 | 月曜日   | 19:00 - 20:54 | 29局     | 不定期特番最終回 クロスネットのテレビ宮崎を除く |

## 出演者
太字は『DERO!』時代から続役。

### 魔宮の番人・ファラ男
- 声 - 山里亮太（南海キャンディーズ）
- 番組の司会者兼ナレーター。魔宮の番をしており、挑戦者を時に導き、時に惑わす存在。モーションポートレートのシステムを使い、ツタンカーメンの黄金のマスクを模した格好で話しかける。
- 登場時には「ファ〜ラファラファラファラ、ようこそ〇〇の間へ」と高笑いしながら歓迎するのがお約束(〇〇にはそれぞれのステージの名が入る)。
- テーマ曲は、「レイダース・マーチ」（映画『インディ・ジョーンズ』シリーズより）であり、『DERO!』時代と同様8ビット風にアレンジされている。
- 2012年5月7日の放送には登場せず、ファラーモン（後述）が代理を務めた。
- 2013年1月7日放送分では、山里が挑戦者として出演したため、ファラ林（後述）が代理を務めた（これ以降、挑戦時にはレギュラー扱いされる事があり、準レギュラーと同様のルールになることがある）。
- 3DSゲーム版では生前についても語られている。はるか昔に栄えた「ファラ男王国」とよばれる国を治めていた王で、口癖の「ファ〜ラファラファラファラ」も生前からあった。なお、生前の姿は山里本人を思わせるデザインになっている。
- ゲストがファラ男と共に天の声を担当する場合がある。
  - スペシャル番人（藤原竜也）

2011年10月30日放送の「カイジ2公開記念TORE!特別編」では、顔出しで出演した。
  - 見習いの番人・ファラーモン （デーモン閣下）

2012年2月13日放送の2時間スペシャルの第2ステージ「床の間」以降と、収録を休んだファラ男の代理として2012年5月7日放送分に登場。デーモン本人の顔を思わせる容姿になっており、登場時には「ファ〜ラファラファラファラ～モン」と言って歓迎する。
  - 魔宮の番人（研究生）・ファラノッチ（天野ひろゆき）

2012年4月2日放送の2時間スペシャルの第2ステージ「壁の間」以降に登場。天野本人の顔を思わせる容姿になっており、初登場時には「ファ〜ラファラファラ、ファラノッチだ！」と言って歓迎する。
  - 魔宮の番人（臨時）・ファラ林（若林正恭）

2013年1月7日放送の2時間スペシャルに登場。若林本人の顔を思わせる容姿になっており、登場時には「ファ〜ラファラファラバヤバヤシ～」と言って歓迎する。
2013年2月4日放送分では、相方の春日も『ファラ春日』として、「岩の間」のみではあるが、魔宮の番人を担当した。こちらも春日本人を思わせる容姿になっており、登場時には「ファ〜ラファラファラか～すが」と言って歓迎する。
  - また、2012年9月24日放送分からは本編の合間に、週替りのゲストが「見習いの番人」という扱いで、ファラ男とトークをしながらプレゼントクイズを出題する役を担った[注 1]。担当したのは、フク男（鈴木福）、ファラ花音（谷花音）、アニマルファラ口（アニマル浜口）・ファラ口初枝（浜口初枝）夫妻、ファラスギちゃん（スギちゃん）、ミワパトラ（美輪明宏）、ゴールデンボンバー、LiLiCo、8.6秒バズーカー。
  - 2014年8月27日放送分は、ファラ男とは別にふなっしーがステージ開始前にVTRでファラ男の被り物を着けながら登場して、各ステージの案内役を務めた。登場時には「ふ～なふなふなふなっし～なっし～！」と言って歓迎する。
  - 魔宮の番人・ふな男（ふなっしー）、魔宮の下部（及びアシスタント）・ファラ部（綾部祐二）

両方とも2015年8月21日放送の2時間スペシャルに登場し、2人体制で務める[注 2]。ふな男はふなっしー本人がファラ男像をイメージしたアニメーション、ファラ部は綾部祐二本人の顔を思わせる容姿になっており、登場時にはふな男は「ふ～なふなふなふなふな」、ファラ部は「ラ～ベラベラベラベラベ」と言って歓迎する。
  - 2016年4月11日放送分（不定期特番版最終回）は 久本ファチャ美（久本雅美）が登場し、久本雅美本人の顔を思わせる容姿になっており、登場時には「ファ～チャファチャファチャファチャファチャファチャ」と言って歓迎する。

### チームリーダー・準レギュラー
※週替わりで1組から全組が出演し、チームリーダーを務めることが多い。ベッキー以外は『DERO!』から継続して出演。また、1組も出演しない場合もある。
- オードリー（若林正恭・春日俊彰） - 通常はコンビで出演するが、ピンで出演することもある。
- 関ジャニ∞（横山裕・渋谷すばる・村上信五・丸山隆平・安田章大・錦戸亮・大倉忠義） - 基本的に村上と他のメンバー1,2人の組み合わせで出演している。
- 田村亮（ロンドンブーツ1号2号）
- ベッキー

### クイズ出題ナレーション
天の声で問題の読み上げや正解発表などを担当。
- 延友陽子（元日本テレビアナウンサー）
- 古市幸子（元日本テレビアナウンサー）
- おかなつこ（ナレーター・女性声優）
- 豊田順子（日テレ学院 学院長アナウンサー）

他

## ルール
番組の作り出した「古代遺跡」風のアトラクションとクイズに対し、2チームまたは4チームに分かれた出演者が知力・体力を駆使しながら秘宝「黄金のファラ男像」の獲得を目指す。

### 通常ルール
- 4人 - 9人×2チーム、2時間スペシャル・3時間スペシャルでは7人 - 12人×2チームまたは4人 - 7人×4チームによる対抗戦。
- まず「ミイラの間」・「崖の間」以外の中から選ばれた1ステージに個別で挑戦し、成功すると生き残り人数×1体のファラ男像を獲得できる。
- 2 - 3時間スペシャルの場合も、それぞれ「ミイラの間」・「崖の間」以外の中から選ばれた2 - 3ステージに挑戦する（同じ種類のステージが選ばれることもある）。成功すると生き残り人数×1体のファラ男像を獲得できる。
- ほとんどのステージには、『DERO!』時代の「キーボックスチャレンジ（「壁の間」）」「ダクトチャレンジ（「天井の間」）」「ラストアンサークイズ（「水の間」）」に相当するファラ男像獲得への最終ミッション「試練」が設定されている。
- 「ミイラの間」登場後は、スペシャルステージとして両チームの代表者がミイラの間に挑む。
- 通常回・スペシャル問わず、最後は「崖の間」で2チームが直接対決。「崖の間」では、勝利したチームが生き残り人数×2体のファラ男像を獲得できる。より多くのファラ男像を獲得できたチームには、賞金獲得ゲーム「最後の試練」の挑戦権が与えられる。
- 『DERO!』時代は、挑戦者は目隠しをされ、スタッフによって各ステージに連れて来られていたが、『TORE!』では目隠しと誘導スタッフが廃止され、挑戦者が自ら入場する。
- 2011年8月17日の放送では、対抗戦リニューアル前の『DERO!』のように出演者全員が1チームとして挑戦した。

### 4チーム対抗戦ルール
- まず、1チーム当たり2ステージに挑戦した後、「崖の間」での優勝決定戦に勝利したチームが（ファラ男像の数に関係なく）優勝。最後の試練無しで、自動的に賞金を獲得。従来のファラ男像の数による勝負ではないが、ファラ男像を多く獲得するほど「崖の間」が有利になるシステム。
- 2012年11月12日放送分では、全てのステージで2人で挑戦。1チームずつ、「壁の間」、「石像の間」、「洞窟の間」、「岩の間」、「ミイラの間」の中から選ばれたステージに挑む。最大で、2体×2ステージの4体まで獲得できる。
- 2013年1月7日放送分からは、2チーム直接対決の「新 壁の間」と1チームずつ挑戦するステージ（「岩の間」か「洞窟の間」。2013年2月25日放送分は、「新 床の間」か「洞窟の間」。）の2ステージに挑戦。「新 壁の間」では最大2体、「岩の間」、「洞窟の間」、「新 床の間」は3人挑戦で最大3体、合わせて5体まで獲得できる。

### 2チーム対抗戦新システム
- 2013年1月21日放送分（通常回）以降及びレギュラー放送終了後の特番で導入。
- 4チーム対抗戦ルールを踏襲し、2ステージ（レギュラー放送終了後は、3ステージ＋「ボーナスチャンス」）行った後、ファラ男像を多く獲得するほど有利になる「崖の間」での優勝決定戦に勝利したチームが（ファラ男像の数に関係なく）勝利。レギュラー放送時は勝利チームが「最後の試練」に挑戦していたが、レギュラー放送終了後は「最後の試練」が廃止された。
- 2014年8月27日放送分は、『ふなっしーからの挑戦状』という副題が付けられ、クイズ問題やセットの一部でふなっしーとコラボレーションを実施。更に特別ルールとして、各チーム1ステージだけ「ふなっしースーツ（ふなっしーの姿をしたコスチューム）」の使用が可能（「ボーナスチャンス」、「崖の間」を除く）。使う場合は、そのステージに挑戦するメンバーの中から1人にスーツを着せ、スーツを着た人が秘宝を獲得できた場合、通常の倍の2体（2ポイント）獲得となる。
- 2014年10月6日放送分は、『秋の大運動会SP』という副題で放送され、『大運動会』に因んでチームカラーは赤と白になり、出演者全員の衣装も体操着に固定。ボーナスチャンス以外の全てのステージにおいて、多人数が挑戦できるルールで行われた。また、前述の「ふなっしースーツ」ルールも、各ステージで1人が着用するルールに拡充された。
- 2015年4月8日放送分は、『春の入学式桜祭りSP』という副題で放送され、セットの一部が春にちなんだ仕様になり、出演者全員も学生服を着用している。
- 2015年8月21日放送分は、『真夏の妖怪大集合SP』という副題で放送され、セットの一部がお化け屋敷仕様になり、チーム名が「妖怪大集合チーム」にちなんでメンバー全員がゲゲゲの鬼太郎のコスプレをして登場。また、前述のボーナスチャンス以外の全てのステージにおいて、多人数が挑戦できるルールも引き続き行われ、番組中に椿鬼奴扮する山村貞子を思わせる「さた子」が登場した。

## ステージ

### 床の間
初回の2011年7月6日放送分から登場。『TORE!』のステージでは唯一『DERO!』時代からのリニューアル・継続要素がない唯一のステージ。1チーム3名の挑戦者が、徐々に傾く滑りやすい床の上で、対岸に現れる足場に移動しながら問題に正解して頂上を目指す。なお、条件を揃えるため、各自手袋と靴下を着用した状態で挑む。

#### 坂登りパート
制限時間は10分。床の角度が30°の状態から開始される。
坂の途中にある3つのクイズ出題ゾーン（幅60センチメートルの足場）に移動していく。移動中に奈落の底に落下してしまうと失格となる。移動する際は他の人の力を借りても良い（土台・足場になってもらう、引っ張り上げてもらうなど）。移動した後に元の位置に戻っても良いが、再度坂を登らなければならず、体力や時間を消耗するリスクを伴う。残っている挑戦者全員が新たなクイズ出題ゾーンに移動すると、クイズが出題される。
出題されるのは「共通ワードクイズ」。空欄のある言葉を、表示された二枚の絵を元にぎなた読み（複数の意味を持つ文章）になるように答える（誤答ペナルティなし）。正解ノルマは第1ゾーンでは3問、第2ゾーンでは2問、第3ゾーンでは1問→0問（2012年4月から）。ただし、解答中は床が傾き続け、次第に勾配が大きくなる。出題ゾーンで正解ノルマを達成すると床の傾きが停止し、次の足場が出現する。
全てのクイズゾーンのノルマをクリアすれば「坂落ちの試練」に挑戦することができる。タイムアップになったり、全滅した時点で、チャレンジ失敗となる。ちなみに、タイムアップになると全ての足場が引っ込んで強制的に落下させられチャレンジ失敗となってしまう。レギュラー時代にこのルールが適用されたのは、2012年1月30日放送回に出演した麻木久仁子のみ。

#### 坂落ちの試練
広辞苑に掲載されている正しい意味を選ぶクイズが出題され、赤・青・黄いずれかの玉の中から正解と同じ色を選び、ロープを利用して斜面の下（クイズ出題ゾーン第1エリア付近）にある顔のレリーフの口にはめ込み、その隣にある四角いボタンを押すことで解答する。制限時間は2分で、この間も床は傾き続ける。また、ロープは坂落ちの試練開始までロックされており、坂登りパートで使用することはできず、さらにロープは1度に1人しか使えない。なお、初回の2011年7月6日放送分のみ長短2本のロープ（ロックされているのは短いロープのみ）が設置され、挑戦者が飛び移ってから長いロープに移るという方法だったが、2011年7月13日放送分以降は短いロープと巻きつけていた棒が撤去され、長いロープのみがロックされるようになった。
正解すると床が水平に戻り、残った人数分の秘宝を獲得できるが、不正解またはタイムアップの場合は足場が引っ込み、解答者は奈落の底に落下してしまう。ただし、制限時間内であれば残っているメンバーが何人でも挑戦できる。解答者が玉を持ったまま落下してしまった場合は、元の位置に復活するようになっているため、玉を取ってから回答場所に到達できずに落下しても次の挑戦者が再度同じ選択肢を選ぶことができる。また、玉を複数持って行き足場到達後に決めてもよい。なお、玉を入れるためのポシェットが各自支給されている。

### 新 床の間
レギュラー放送の最終回となった2013年2月25日放送分で初登場。基本的には床の間と同じだが、坂登りパートが変更されている。
まず床の角度が30°の状態で、第1エリアで共通ワードクイズ3問に挑戦。制限時間は3問で1分。その後、35°まで傾けた上で、第2エリアの足場へ移動する。ただし、共通ワードクイズの正解数に応じて定められた制限時間（30秒+1問正解につき20秒延長、最大で1分30秒）以内に、次の足場へ移らないといけない。制限時間がなくなると足場が引っ込むため、時間内に移れなかった挑戦者は自動的に脱落となる。
時間内に第2ゾーンに移れた挑戦者で、再び共通ワードクイズ3問に挑戦。その後、40°まで傾けた上で、同じく時間内に第3ゾーンへ移る。なお1チーム1回のみ、共通ワードクイズでパス（問題の変更）が可能。
足場の幅は、全て10cm削られて50cmになり、移動する際は通常より20cm離れているため難易度が上がっている。
第3エリアに移ると「坂落ちの試練」に挑戦できる。「坂落ちの試練」は従来の「床の間」と同じであるが、試練挑戦時に床が傾くことはない。
2013年8月19日放送分以降は、クイズ部分のルールを変更。第1・第2ゾーンの「共通ワードクイズ」は1分経過するまで何問でも解答でき、その正解数×20秒が次のエリアへの移動制限時間となる。また、坂落ちの試練も正しく表記された熟語を選ぶ「意外と知らない漢字クイズ」に変更された。
大運動会SP（2014年10月6日放送分）ルール
5人での挑戦。ルールは同じ。
2015年4月8日放送分のルール
サポートルームに「○○をする誰々」というお題が出され、絵で描いて表現し、挑戦者がお題を当てる「絵スチャークイズ」に変更された。パスは禁止で制限時間は3分、正解数×15秒を移動時間として獲得できる。
また、移動時間中は桜吹雪装置が発動し、視界が遮られ滑りやすくなっている。
2015年8月21日放送分のルール
クイズパートは前回と同じだが、移動時間中は床の上に設置されている「ふなガッパ人形」から水が噴き出し難易度がさらに高くなっている。

### 洞窟の間
初回の2011年7月6日放送分から登場。『DERO!』の「爆弾の間」と「遺跡の間」の特徴を併せ持つステージになっている。
1チーム3名の挑戦者が、3つの洞窟の中でクイズに答える。制限時間は通常時は10分。2時間スペシャルではスペシャルゲストクイズ（1問目のみVTRでスペシャルゲストが出題する）が出題されることがあり、その場合は制限時間が12分に設定される。また、「カイジ2公開記念特別編」では1問4分×3問で行われた。

#### 3択パート
3択の雑学クイズが出題され、代表者1人が洞窟に入り、奥の祭壇に並ぶ3つの宝玉（前述の「床の間」と同じく赤・青・黄）の中から正解だと思う選択肢と同じ色の宝玉を「真実の台座」に置いて解答する。ただし、選択肢は洞窟の中でしか見ることができないため、入った挑戦者が他の仲間に通信機を介して選択肢を伝え、チームで相談しながら答えを導き出す。
正解すると「石版の試練」・「しりとり石版の試練」に使う石版が第1・第2の洞窟で3枚、第3の洞窟で4枚（「しりとり石版」では2枚）手に入る。ただし、不正解だと3秒後に洞窟の床が開き、奈落の底に落下して脱落となる。
回答方式の性質上1問で落下するのは、1度選んで誤答した選択肢を再び選ばない限り2名になるため、宝箱の開封に使う石版10枚のうち最初の3枚は時間切れにさえならなければ必ず手に入る。3問目を迎えた時点で全員生き残っていれば必ず石版の試練まで進むことができる。
3つの洞窟全てで正解することで、計10枚の石版（「しりとり石版」では計8枚）を獲得すると、「石版の試練」もしくは「しりとり石版の試練」に挑戦することができる。
サポートチャンス
2012年7月23日放送分から導入された新ルール。問題が分からない場合は、サポートルームにいる仲間の中から1名を指名して助言を聞くことができる。『DERO!』時代に「天井の間」と「水の間」に存在した「命のテレフォン」（パイロット版の「地下の間（水の間）」では「命のケータイ」）に相当するが、以下の相違がある。

|                  | 「DERO!」                                                  | 「TORE!」                                                      |
| ---------------- | ---------------------------------------------------------- | -------------------------------------------------------------- |
| 使用方法         | 好きなタイミングで受話器を取ってサポートルームと通話する。 | 最初にファラ男を呼んで使用する旨を伝える必要がある。           |
| 通話者           | 誰でも通話ができ、交代も許された。                         | 指名された者しか通話できず、他のメンバーは発言してはいけない。 |
| 答えを教える行為 | 禁止                                                       | 認められている                                                 |
| 着信拒否         | 認められており、この場合は使用したことにならない。         | 認められておらず、必ず誰かが通話しなくてはならない。           |

「命のテレフォン」と同じく通話時間は30秒、使えるのは1回のみ。サポートチャンス中でも制限時間のカウントは進行する（初回は相談相手がチームリーダーのみに固定され、アドバイス中は制限時間のカウントが止まっていた）。
2択チャンス
2013年1月7日放送分のみ導入された新ルール。3択問題の選択肢を2択に減らすことができるが、次に出題される問題の選択肢が4択に増え、緑色の宝玉が追加される。

#### 石版の試練・しりとり石版の試練
制限時間1分30秒以内（2011年8月10日放送分までは1分以内）に漢字一文字が書かれた石版を組み合わせて、3文字の熟語を3つ作る。ただし1枚は、どの熟語にも使用しないダミーとなっている。正解となる組み合わせ以外にもさまざまな3文字熟語を作れるようになっており、残り2つがうまく作れないようになっている。通常は正解になる組み合わせは1種類のみだが、2種類の正解が用意されたケースもある。誤答ペナルティはないため、制限時間内であれば何回でも回答することができる。正解すると残った人数分の秘宝を獲得できるが、時間切れの場合はガスが噴射してチャレンジ失敗となる。制限時間は第3の洞窟で手に入る石版を入手してから始まる。
2013年9月24日放送分以降は「しりとり石版の試練」に変更された。ひらがな一文字が書かれた石版8枚を使って3文字の言葉4つで一周するしりとりを作ることができるとクリアになる。
4チーム対抗戦スペシャルルール
2人で挑戦。洞窟の扉には問題のジャンルが表示されており、その中から正解できそうな問題を選択する。3問のうち2問正解すれば「石版の試練」に進める。制限時間は8分。「サポートチャンス」・「石版の試練」は通常ルールと同様。
2013年1月7日放送分からは、4チーム対抗戦でも3人挑戦に戻ったのでノルマは3問に戻された。制限時間も通常と同様。
リニューアルSP（2016年4月11日放送分）ルール
両チーム5人ずつ参加する直接対決。先にクイズジャンルのみを発表し、そのジャンルを参考に各チーム1名ずつ代表者が洞窟内に入る。
出題されるクイズは「どれとどれ？クイズ」。5色の選択肢のうち2つが正解の問題が出され、10秒以内に洞窟内に設置されたボタンの中から正解だと思う色のボタンを2つ押して答える。2つとも一致していないと正解にならず、1つでも間違えると不正解とみなされる。
2問不正解で脱落となり、次のメンバーに交代される。この際ジャンルが変更されることがある（苦手なジャンルだとしても、脱落による交代以外はメンバーを変更することはできない）。
どちらかのチームが全滅した時点で終了となるが、生き残ったチームはさらに「しりとり石版の試練」もクリアできれば、残った人数分のファラ男像を獲得できる。
同時に全滅した場合は、双方無得点のまま終了となる。

### 新 洞窟の間
2013年1月21日放送分から登場。レギュラー終了と同時に前述の「洞窟の間」に戻されたが、2014年10月4日放送分ではルールを変更した上で復活した。3人が同時に洞窟に入り、スピードチョイスクイズに挑む。

#### スピードチョイスクイズ
モニターに、1つのテーマに沿った複数の問題を表示。1の洞窟に入った人から順番に1人1問ずつ、答えられる問題を選んで解答していく。問題は全部で3問あり、正解ノルマ（出題される問題数）は1問目は3、2問目は4、3問目は5。それぞれ全て正解でクリア。制限時間10秒以内に、正解もしくはパスを宣言(チームで1回のみ)で次の人に解答権が移動。時間切れで奈落の底に落下し、脱落となる。また、問題が複数残っている状態で残り1人になった場合は、残りすべてを20秒以内に答えなければならない。3問クリア時点で残った人数分のファラ男像を獲得することができる。
大運動会SP（2014年10月6日放送分）ルール
6人での挑戦。
まず洞窟外のモニターで問題ジャンルを発表。ジャンル発表から出題開始までの1分の間に、チームの中から3人が洞窟に入ってクイズに答える。
正解ノルマ（出題される問題数）は1問目及び2問目は4、3問目は5。それぞれ全て正解でクリアとなり、石板を獲得できる。
脱落者が出た場合、外に残っている人が直ちに空いた洞窟の中に入ってクイズを続行する（外に残っている人がいない場合は、洞窟の中へは誰も入らずそのままクイズが進む）。
パスはチームで2回（2015年4月8日、2015年8月21日放送分は1回）までとなる。
3問クリアした上でさらに「しりとり石版の試練」もクリアできれば、残った人数分のファラ男像を獲得できる。

### 壁の間
初回の2011年7月6日放送分から登場。『DERO!』時代の「壁の間」をほぼそのまま踏襲している。後述するTOYOTAとのコラボCMでも使われたステージ。

#### クイズパート
1チーム3名の挑戦者が左右の壁（3m60cmの幅からスタートし、残り80cmになるとゲージが赤色に変わる）が迫ってくる中、クイズゾーンの壁にあるアンサーボックスに顔を入れ、ビジュアル2択クイズに答える。身長が低くそのままではアンサーボックスに顔を入れるのが困難な挑戦者に対しては足場が用意される。
全員正解が3問に達すると、壁の動きが止まり、1人ずつ「鉄球の試練」に挑戦することができる。『DERO!』時代と異なり、壁にフックで固定されないため、挑戦者は自由に決めることができる。
出題中に壁が徐々に閉じていくため、正解できないまま壁が限界点に達した場合は、DERO時代の脱出開始時に使われたサイレン音が流れて失格となる。ここでは、後述する「新 壁の間」で具志堅用高と丸山が脱落した。壁が閉じ切らない限り残されたスペースがどれだけあっても鉄球の試練には影響しない。壁が閉じ切るまで残り10cmになるとアナウンスが流れる。

#### 鉄球の試練
『DERO!』時代での「キーボックスチャレンジ」に相当する。
クリスタルボックスの中の赤い筒から出る鉄球を2本のレールの間隔を開け閉めすることで動かし、青い筒の中に落とすことでカギを獲得する。レールの上から鉄球を落としても新たな鉄球が出現し再挑戦できるため、1人で複数取ることもできる。なお、レールには傾斜がついている。
クイズゾーンとセーフティーゾーンの間には、長さ10m、高さ3mの巨大な壁に挟まれたチャレンジゾーンがあり、30秒が経過した時点でブザーが鳴り、2～3秒後に左右の壁が急速に閉じられる。その前に、獲得したカギをチャレンジゾーンのカギ穴に差して回し、セーフティーゾーンに移動する。挟まれてセーフティーゾーンの扉が閉じると脱落となるが、閉じる前に回したカギは有効になるため、自分が助からなくても生き残っている仲間がいれば開錠して助けることができる。なお、潰される際に壁の動態を阻む行為や潰されている状態で動いて脱出するのは反則とされ、即失格となる。また、足が挟まってしまった場合でもセーフティーゾーンに抜けることができた場合は成功と見なされる。『DERO!』時代とは異なり、セーフティーゾーンへの扉は最初から開放されている。
3人が協力して3本のカギを回すことができれば、生き残った人数分秘宝を獲得できる。3人目はその時点で残っているカギを全て回さなければならず、回せなかった場合は生き残った者も秘宝を獲得することはできない。さらに先に挑んだ人が失敗した場合後から挑む者がその分余計にカギを回さなければならない。なお、3人合わせて3本のカギを回せても誰も壁を抜けることができなければ秘宝を獲得することはできない。計算上は1人が回すカギは1本だが、1人が回せずに失格になった場合は残りのメンバーのどちらかが2本回さなければならなくなる。2人が回せずに失格した場合は3人目が3本回さなければならない。
『DERO!』時代の「キーボックスチャレンジ」では、カギ2本取りに成功した者はいなかったが、『TORE!』の「鉄球の試練」では2本取りに成功して秘宝を獲得する者が多数出ている。3本取り成功者（木下隆行、春日、鈴木福）も出ているが、ここから秘宝を獲得した者はいない（木下と春日は回す途中で挟まれたが、鈴木福は開錠に成功した）。この他、北原里英、大島美幸、ケンドーコバヤシ、横山裕も挑戦したが、北原は2本、後の3人は一本もとれずに失敗した。仮に壁を突破できた場合でも閉まった後に無理にこじ開ける行為は不正とされ、脱落扱いになる。
2014年4月7日放送分以降は、上記の準レギュラー4組と山里限定で、箱の中にある仕掛けが作動し難易度が高くなる。2014年4月7日放送分は青い筒から発生した煙幕によって箱の中を見えにくくする仕掛け「煙幕の洗礼」、2014年8月27日放送分はふなっしー人形の口から煙幕が発生する「煙幕の洗礼 ふなっしーバージョン」、2015年4月8日放送分は箱の中が桜の花びらで舞う「桜吹雪」、2015年8月21日放送分はふなっしー雪女ver.人形の口から発生する「猛吹雪」が発生する。しかし、2014年10月6日放送分では準レギュラーである春日と横山が挑んだにもかかわらず何も作動しなかった（番組内では特に触れていないが、両名とも鉄球の試練の成功率が低いことが原因と思われる）。
4チーム対抗戦スペシャルルール
2人で挑戦。クイズパートは通常と同じ。宝箱のロックを解除するには3本のカギが必要なのも同じ。そのため、2人の挑戦のうちどちらかで1回だけ金色の「ラッキーボール」が出現（出現時にはチャイムとアナウンスがある）、これを青い筒にいれると鍵が2本排出される。
ボーナスチャンス（出張TORE!）
宣伝を兼ねて芸能人が1人ずつ特設ステージでの「鉄球の試練」に挑戦する（通常と変わらないが、1個も成功せずに時間切れになった場合は炭ガスが吹き付けられる）。40秒で獲得したポイントを競う。
挑戦VTRを見て各チーム一番良い成績を出すと思われる挑戦者を指名。一番好成績を出した挑戦者を当てたチーム、もしくは相手が選んだ挑戦者が出した成績よりも良い成績を残した挑戦者を当てたチームにファラ男像1体が与えられる。
視聴者チャレンジ
番組で募集した団体が1人40秒×10人で挑戦。合計獲得ポイントを競う。

### 新 壁の間
2013年1月7日放送分から登場。
両チーム2人ずつ参加し、2チームが2対2で対戦する。
まず、「鉄球の試練」への挑戦権を賭けた早押しクイズを行う。問題は、移動したり拡縮する穴の向こうから見える写真の有名人や建物の名前を答える「のぞき穴クイズ」、ひねりの効いた商品の名前を答える「おもしろネーミングクイズ」、ヒット曲の歌詞を有名人が読み上げるのを聞いて曲名を当てる「歌詞朗読クイズ」など。誤答すると1回休み（ただし、最後の1人まで残った場合はペナルティは課されない）。2問正解した人から、「鉄球の試練」に挑戦できる。「鉄球の試練」では、筒に入れると落ちてくる鉄球を相手チームより多く集めることが目的となる。制限時間はクイズパートの勝ち抜け順に応じて変動する（1抜けが40秒、2抜けが30秒、3抜けが25秒、4抜けが20秒）、自分のチームの台座に置いた鉄球1個につき1ポイント）。ただし、鉄球を取って台座に置いても、途中で壁に挟まれたり、抜けても鉄球を置けなかったりした場合は脱落、脱落者の置いた鉄球や台座に置かずに床に落とした鉄球、そのまま持ち去ってしまった鉄球は無効となり、ポイントにはならない。また、敵チームの台座に置いた鉄球は敵チームのポイントになる。1人につき1回のみ金色の「ラッキーボール」が出現し（出現時にはチャイムとアナウンスが流れる）、2ポイント獲得できる。
獲得ポイントが高かったチームの勝利となり、生き残った人数×1体のファラ男像を獲得できる。
大運動会SP（2014年10月6日放送分）ルール
6対6で対戦。両チーム、3人×2グループに分かれて挑む。
まず、各グループの代表者1名が通常通り、「鉄球の試練」への挑戦権を賭けた早押しクイズで対戦。代表者が2問正解したグループから、「鉄球の試練」に挑戦できる（1抜けが1分、2抜けが50秒、3抜けが45秒、4抜けが40秒）。「鉄球の試練」では、1人ずつ順番にリレー形式で行い、1球でも筒に入れたら次の人と交代できる。逆に球を入れていなければ、セーフティーゾーンへ逃げる事が認められず、次の人は何もしないまま、脱落という事もあり得る。「ラッキーボール」は、1グループにつき1回のみ出現する。
リニューアルSP（2016年4月11日放送分）ルール
「鉄球の試練」が、「新・鉄球の試練」に変更された。内容は3人がそれぞれ、先がお好み焼きのヘラ状になっているバーを操り、鉄球をすくい上げて滑り台まで運び、ポケットに入れて取り出す形式。ただし、ポケットの上に扇形の役物が回転して邪魔をしている。落ちてきた鉄球は誰が拾ってもよく、拾った人のみがセーフティーゾーンへ逃げる事を認められる。セーフティーゾーンへ逃げられるのは鉄球を持っている人のみ。つまり、全員がセーフティーゾーンへ逃げるには、3個以上の鉄球が必要となっている。「ラッキーボール」は出現しなかった。制限時間は1抜けが1分10秒、2抜けが1分、3抜けが50秒、4抜けが45秒。それ以外のルールは同じ。

### 石像の間
2011年9月21日放送分から登場。『DERO!』時代の「石像の間」をほぼそのまま踏襲している。高さ150cm、長さ18m（ゲームで使用する長さは15m）のステージが舞台になっている。また、1回の放送で2チーム以上が挑戦したことはなかった。
『DERO!』時代と大きく変更されている。ステージの床には砂が敷き詰められており、石像停止ボタンが撤去され、新たに試練パートのボックスが追加された。また、石像が最初に動き出す際に『DERO!』では鼻から炭酸ガスを吹き出していたが、当番組では砂を吹き出すようになった。さらに、クイズパートのほとんどは『DERO!』時代のルールを踏襲している。
1チーム3名の挑戦者は、自身の足首に付けられた金具にロープを取り付ける。うつ伏せに寝た挑戦者はスタートと同時に石像の近くまで引きずられ、さらに3枚の扉が閉まって前方を塞がれる。扉が完全に閉まると同時に石像が動き出し、前進する。
挑戦中は、挑戦者の背後から石像が迫ってくる。石像がデッドゾーンに到達すると、挑戦者は全員石像に捕まりチャレンジ失敗となる。ただし、石像が迫った時に石像の鼻を押し「身代わり」になった挑戦者が脱落するのと引き換えに、石像がデッドゾーンから3m後退して残った挑戦者が生き延びるための時間を稼ぐことができる。なお、鼻のボタンを押した人が捕まるまでは解答受付は一時停止するが、その間にブロックを並べることはできる。また、犠牲になる人が石像の鼻のボタンを押してから捕まるまでに答えがわかった場合、残りの仲間に教えることは認められている。
デッドゾーンの手前80cmはデンジャーゾーンになっており、『DERO!』ではデッドゾーンとデンジャーゾーンは床に敷かれていたが、『TORE!』では床に砂が敷き詰められているため、壁に貼り付けられている。
問題に沿って平仮名のブロックを並べて正解することで扉を開けていく。3枚目の扉を開くと石像が一旦停止し、「並べ替えの試練」に挑戦することができる。
他のステージや『DERO!』時代に比べて難易度が高く、長らく2人以上が成功することはなかったが、2012年7月2日放送分で石原良純、遠野なぎこ、設楽統が『DERO!』、『TORE!』を通して史上初のパーフェクトを達成した（設楽は『DERO!』時代にも「石像の間」をクリアした経験がある）。ただし、『DERO!』時代に達成した2人成功は一度も達成されなかった。

#### クイズ
第1の扉：さかさ言葉クイズ
左右それぞれその方向から読むとお題に沿った単語になるように、6文字のブロックの中から3文字のブロックを選んで適切に並べて置く。
第2の扉：穴埋めクロスクイズ
縦横どちらから読んでも言葉ができるように8文字のブロックの中からいくつかのブロックを選んで埋める。
2011年11月7日放送分までは「ジャンルクロスクイズ」として同じジャンルの単語を入れる方式で行われ、3問出題された。
2012年3月19日放送分からは『DERO!』時代と同様に、1問正解で開錠されるようになった。
第2の扉：しりとり穴埋めクイズ
2012年11月12日放送分から登場。
3×3のマスの中心を除く、縦横の3マスの矢印の方向に3文字のしりとりが完成するように5つの文字のブロックを使って穴埋めする。ただし、1つのブロックはダミーになっている。ヒントとして、言葉の真ん中の文字が出される。
（例：「○く○」→「○く○」→「○し○」→「○し○」 答え：「かくど」→「どくろ」→「ろしあ」→「あしか」で、再び「かくど」に繋がる）
第3の扉：有名人名前並べ替えクイズ
出されたブロックを全て使い、並べ替えて有名人の名前を作る。3問正解しないと扉は開かない。
当初は人名とその人物に関連した別の言葉の2つを両方完成させなければならなかったが、2012年3月19日放送分以降は通常の並べ替え問題に変更された。

#### 並べ替えの試練
ボックスから出てきた4枚の石版を並べ替えて順番を問うクイズに答える。前述の「洞窟の間」の「石版の試練」・「しりとり石版の試練」とは異なり、解答のチャンスは2回までとなっている。制限時間は1分30秒、挑戦中は石像が迫ってくる。1回目で誤答した場合、置き場所が合っている石版の数(0・1・2)が表示される。正解した場合は石像が停止し、残った人数分のファラ男像を獲得することができる。ただし、2回ともに不正解または時間切れの場合は石像に食べられてチャレンジ失敗となる。チャレンジ失敗となった場合でも置き場所が合っている石版の数は表示される。なお、「並べ替えの試練」に挑戦する前に石像が指定の位置に移動するため、直前での石像との距離によって制限時間が増減しないようになっている。
4チーム対抗戦スペシャルルール
2人での挑戦。ルールは通常通り。

### ミイラの間
2012年2月13日放送分から登場。『DERO!』時代の「砂の間」のアレンジ版。『TORE!』で唯一挑戦者入場が映らず、自力で脱出できないステージになっている。
1チームにつき1名での挑戦となる。四方を石壁で囲まれた薄暗い部屋に置かれた「ミイラ製造機」が時間とともに回転し、挑戦者の身体に伸縮性のある包帯を巻き付け、マミフィケーションの要領で挑戦者を拘束する。挑戦者はクイズ出題前から「ミイラ製造機」の台に据え付けられている白いギプスのような専用の靴を履いている。呼吸が出来るように顔の部分には3周程度しか包帯を巻かない配慮がされている。そのため、チャレンジ失敗になっても会話は可能。また、挑戦者によっては包帯のスピードが上がったり、制限時間内に巻くのが間に合わなかったりした。
挑戦者は制限時間60秒（初登場の2012年2月13日放送分では50秒）以内に挑戦者の趣味や造詣に関する一問多答クイズ（パスは不可）を7つ正解すれば「ミイラ製造機」が逆回転して包帯をほどき、挑戦者は解放されて秘宝1体を獲得できる。時間切れになると全身に包帯を巻き付けられ、ファラ男の形をした巨大な棺に閉じ込められてチャレンジ失敗となる。
2012年8月6日放送分からは新ルールとして、複数人で挑戦するスタイルも行われている。解答できるのは代表者1人のみ、クリアすれば人数分のファラ男像を獲得することができる。それ以外のルールは以前と同じである。2012年10月15日放送分より2人が交互に回答するルールに変更された。
史上初の成功者は上田晋也。最速での成功は渡部陽一の残り18秒。女性の成功者は長らく出なかったが、浅香唯が女性初の成功者となった。しかし、2人組での成功者は出なかった。
4チーム対抗戦スペシャルルール
通常ルール（2人版）と同じ。
2015年4月8日放送分のルール
4人での挑戦。制限時間1分30秒以内に8つ正解で秘宝4体を獲得できる。
2015年8月21日放送分のルール
3人での挑戦。制限時間1分以内に7つ正解で秘宝3体を獲得できる。
このステージは後に『ダウンタウンのガキの使いやあらへんで!』の2019年末特番『絶対に笑ってはいけない青春ハイスクール24時!』に再利用されている。ただし、以下の点が異なる。
- 制限時間2分又は3分の間に1問多答クイズが3問出題される。
- 足を固定する専用の靴が無い。
- ファラ男型の棺がヘイポーの顔に変更されている。
- 失敗すると、激臭炭酸ガスを浴びせられる。

### 岩の間
2012年9月24日放送分の3時間スペシャルから登場。『DERO!』時代の「遺跡の間」と「棒の間」の特徴を併せ持つステージになっている。
奥に巨大な岩壁があり、手前が奈落になっている。挑戦者は岩壁から突き出た足場に立ち、常識問題に3問連続正解しなければならない（『DERO!』時代の「遺跡の間」を踏襲している）。「遺跡の間」と同様、誤答すると正解数はリセットされ、再度3問連続で正解しなければならない。1人失格すると2人で3問正解しなければならないため、1人目は2回正解しないといけない。また、2人失格すると1人で3問連続正解しなければいけない。岩壁には取っ手が付いており、挑戦者はここに捕まらければならない。挑戦者は腰に巻かれたベルトのフックで体を固定される（ただし、ルール上自力で着脱できるため、施錠されることはない）。誤答した挑戦者は「崖っぷちクイズ」に挑戦しなければならない。3問正解すると岩壁が1段階奥へと引っ込み、第3段階まで到達すると、宝箱と生き残った人数分のラバーカップが置いてあり、「張り付きの試練」に挑戦することができる。

#### 崖っぷちクイズ
通常の問題に誤答すると、生き残りを賭けた勝負に挑む必要がある。腰のフックを外して崖の淵まで移動し、タッチパネルを使って解答する。問題は3×3のマスのシークワーズで、指定されたジャンルの単語を指でなぞって答えを囲う。正解ノルマは1回目は3回、2回目以降は4回となる。クイズ開始から20秒経つとブザーが鳴り岩壁が動き出す。正解すると崖下から「命の足場」が出現し、そこに移動して姿勢を低くすることで岩を回避して生還することができる（成功時に自分で登って戻るという性質上立ったままよけられる高さは確保できない）が、時間内に正解できなければ岩壁が迫ってきて奈落の底へ突き落とされてしまう（他の挑戦者はフックで固定されているため、落下することはない）。時間を超えても問題に挑戦できるが、正解しても岩壁が迫り、足場に移動するまでに落とされると失格になる。また、正解ノルマを達成して命の足場に移動した際に失敗して落下した場合も失格になる（高橋愛は足場に着地した際にバランスを崩して落下、押切もえは足場が出現する前に降りて落下した）。

#### 張り付きの試練
第3段階まで到達すると挑戦できる。問題は「文字数クイズ」で、出題される問題に対して指定された文字数ちょうどになる解答を3〜4回答える（例題：平仮名4文字の県名を答えよ。解答：青森、茨城、長崎）。腰のベルトは岩壁のフックから外さねばならず、開始するとファラ男の合図で岩壁の取っ手とフックが引っ込み、捕まることも体を固定することもできなくなるため、あらかじめ人数分支給されたトイレのスッポンを岩壁の鉄板部分に押し付けて落ちないように岩に張り付かなければならない（『DERO!』時代の「棒の間」を踏襲）。解答には制限時間があり、人数×20秒となっているが、全員分で統一されている2人目以降は、解答時間が変動する。岩が高速移動になるとブザーが鳴って岩壁が動き、時間切れになると挑戦者を崖下に突き落とす。ノルマ達成すると取っ手が出現し捕まることができるが、完答しないと岩壁の足場とスッポンのみで耐えなければいけない。最後まで生き残った人数分の秘宝を獲得できる。正解しても取っ手が出る以外に挑戦者を助けるシステムはない。成功者は村上のみ。
4チーム対抗戦スペシャルルール
ルールは通常通り。挑戦者は2人なので最初から1人目が2回正解しないといけない。ただし、必要ポイントが2に減らされている。
2013年1月7日放送分からは、4チーム対抗戦でも3人挑戦に戻ったため、必要ポイントが3に戻された。

### 新 岩の間
2013年9月24日放送分で初登場。
崖っぷちに表示されるクイズに全員で答える。まず3つのジャンルが提示され、その中から好きなものを選択する。岩についているボタンを押してから3秒後にクイズがスタートする。
6連続ビジュアルクイズが出題され。モニターに映った物の名前を答える。制限時間は第1段階が45秒、第2段階が40秒、第3段階が35秒。ノルマは6を現在残っている人数で割ったもの（3人なら2問ずつ、2人なら3問ずつ、1人なら6問全部）で、ノルマを達成すればその人の「命の足場」が出現し、次の人に回答権が移動する（1人目で誤答した場合、全滅となってしまう）。時間切れになると岩が突進してきて突き飛ばされ、失格となる。
6問正解すると、岩が1段階奥へ移動し、残ったジャンルから次の問題を選択できる。第3段階をクリアすると、「新 張り付きの試練」に挑戦できる。

#### 新 張り付きの試練
スッポンを使って岩に張り付き、一問多答クイズに早押しで答える。制限時間は残った人数1人につき20秒でノルマは1人につき3個ずつ。時間切れになると岩が突進し、その衝撃で挑戦者を振り落とす。ノルマを達成した人は取っ手が出現し、それを握ることで身を守れる。最終的に生き残った人数分のファラ男像を獲得。2014年4月7日放送分では「一方通行！順番通りクイズ」に変更。一問多答クイズなのは同様だが、指定された順番で正解を挙げていく。制限時間40秒以内に6個正解でクリア。2人以上でチャレンジする場合は交互に解答する。
大運動会SP（2014年10月6日放送分）ルール
5人での挑戦。挑戦者を2人・2人・1人の3グループに分けて行う。
ビジュアルクイズの制限時間は60秒で固定。ノルマはその問題に挑戦する人数によって変わり、5人の場合は1グループ2問(ペアは1問ずつ)、4人の場合は1グループ4問(1人2問ずつ)。ペアの場合は前の人から順番に行う。
「新 張り付きの試練」は2014年4月7日放送分とルールは同じ。

### 地下水路の間
2014年4月7日放送分の2時間スペシャルから登場した新ステージ。『DERO!』時代の「水の間」（パイロット版では「地下の間」）のアレンジ版。
金網の反対側には高さ150cmの所に排水口があり、3つの台座の上にファラ男像を載せた舟がセットされている。なお、ステージ内には挑戦者がファラ男像が排水口から流れ落ちるのを止めるために使うアイテムとして、竿1本が備え付けられている。排水口があるため、水の間のような「限界水位」は存在せず、挑戦者が失格になることもないが、ファラ男像が排水口から流れ出てしまうと獲得できるファラ男像が減る。
靴を履いたまま入場し、踝までの水量からスタートされる。スタートするとダクトから水が放水され、徐々に水位が上昇する。すぐには答えられない常識問題が出題され、30秒以内に解答しなければならない。誤答するとペナルティとして3本の配水管からも放水され、止めるまで次の問題が出題されない。放水を止めるには、ランプの点灯した配水管の真下にあるバルブを回さなければならない（中央のバルブは比較的上にあるが、左右のバルブは水底にある）。5問正解すると、一旦放水が止まり、「絵並べの試練」に挑戦することができる。

#### 絵並べの試練
スタートすると、ダクトと配水管3本の全てから放水される。また、試練中は放水を止めることはできない。6枚のイラストパネルを使ってクイズに答える。水底にある解答スペースにパネルをセットしてボタンを押し答える。全部で3問出題（1問目は2枚、2問目は3枚、3問目は4枚使用）され、3問目を正解すると金網のロックが外れ、ファラ男像を獲得することができる。
ファラ男像が全て排水口から流れ落ちると、チャレンジ失敗となる。なお、クイズをクリアしてロックが外れてからでも回収するまでに流出してしまったファラ男像は獲得することができない。
2014年8月27日放送分のルール
大きくリニューアルされ、水面に浮かんだファラ男像1体とふなっしー人形20体を載せた舟を守りぬくルールに変更された。
開始前の時点であらかじめ水位50cmまで上昇する。スタートと同時にバルブのハンドルが外れた配水管3本から放水される。正解が3〜4個ある問題が出題され、全て正解できれば、ハンドルの入ったボックスのロックが解除される。ボックスの中からハンドルを取り出して、バルブにはめて回し、配水管を止める。不正解の場合は30秒が経過するまで次の問題は出題されないペナルティが課される（『DERO!』時代の「水の間」の「ラストアンサークイズ」を踏襲。正解した場合も、配水管を止めるまで次の問題が出題されない）。なお、ステージ内には挑戦者がファラ男像が排水口から流れ落ちるのを止めるために使うアイテムとして、わら1切れと新聞紙で丸めた棒1本が備え付けられている。3問正解して3本の配水管を全て止めると、一旦水門が閉鎖され、「3文字しりとりの試練」に挑戦することができる。
3文字しりとりの試練
スタートすると、ダクトから放水を再開する。水中に沈められた専用ボードのマス目に、広辞苑に掲載されているかな3文字の言葉を記入して、ボードの15マスを全て埋める。ただし、最初と最後のマス及び途中1マスにはあらかじめ文字が入っており、その文字を必ず使ってしりとりを繋げていく。
水位が150cmラインに到達する前に15マス全て埋められたらクリア。金網のロックが外れ、残った舟に載っているファラ男像及びふなっしー人形（10体で1ポイント換算）を獲得できる。150cmライン到達でチャレンジ失敗となり、閉鎖されていた水門が全開して一気に全ての舟が流出する。

### 崖の間
初回の2011年7月6日放送分から登場。『DERO!』時代の「棒の間」（パイロット版では「壁の間」）のアレンジ版。
1チーム3名または4名による直接対決の最終ステージ。全長13m、足場の幅20cmの崖に2チームの挑戦者が立たされる。
挑戦者の背後には、横6個×縦10個に敷きつめられたブロックがそれぞれのチームに2か所設置されている。
各チーム1問ずつ問題に挑戦するが、解答時間中は挑戦者の背後からブロックが一度に2 個ずつ、最大で11個せり出してくる。そのため、ブロックを避けながらクイズに答えなければならない。体勢を整えないと奈落の底に落下してしまう（ただし、一番上のブロックの上からしがみついたり、ブロックの間に指を入れて持ち堪えることができる。なお、クイズ解答時以外に落下してしまう場合もあるが、その場合も失格となる。ブロックに押し出されそうになりながら無理に残ろうとして耐え切れずに落下した場合、落下後にブロックが本来より大きく飛び出すことがある。また、それとは逆に落下の際にブロックを押し込んでしまうこともある（いずれの場合もブロックは元の位置に戻る）。
同じブロックに2人以上いる状態で、解答権を持つ人が落下した場合は残っている人に解答権が移動する。このため、パスを使用できない局面で、解答者は自ら落下することで正解が分かったパートナーに解答権を譲ることもできる。
解答者以外の人物が答えを言う、教えるといった行為は反則とされる一方で、ヒントを与える行為は反則とされていない。2011年7月6日の初回放送分ではテリー伊藤が回答権がないにもかかわず3度に渡って正解を言った直後に落下し、その後に（テリーと同じブロックにいた）本来の解答者である葉山エレーヌが正解した。ただし、正解を有効とし反則は適用されなかった。これ以降に解答権がない状態で正解した者はいない（ただし、ヒントを与えたものは何人かいる）。パスは1チーム1回まで可能。どちらかのチームの挑戦者が全滅し、ターンを消化するまでクイズが出題され、残ったチームが生き残り人数×2体の秘宝を獲得できる。ただし、先攻が全滅した時点で後攻の総合勝利が確定した場合はターンを消化せずに終了となる。
- 例1

Aチーム（先攻）1体、Bチーム（後攻）2体獲得した状況でAチームが全員落下した場合、Bチームは解答せずに総合勝利が確定する。
- 例2

Aチーム（先攻）1体、Bチーム（後攻）0体獲得の状況でAチームが全員落下した場合、クイズは続行され、Bチームが1人でも正解すればその時点で総合勝利確定、全員落下した場合は崖の間の結果は引き分けとなり、Aチームの総合勝利となる。
また、3体以上差がある場合、負けているチームはメンバーが全滅しない場合でも先攻・後攻関係なく残りが一定数以下になった時点で逆転または引き分けになる可能性が無くなる。そのため、3体以上差が付いている状態で負けている方の逆転または引き分けの可能性がなくなった場合もその時点で終了となる。勝っている方のブロックが引っ込み、生き残った者が秘宝獲得となる（敗北したチームも決着がついた時点で生存者がいればその分のブロックは引っ込むが、宝箱との間を隔てる壁は閉じられる）。
- 例3

Aチーム（先攻）0体、Bチーム（後攻）3体獲得している時はAチームは2人生き残らなければ逆転できないため、4人対4人の場合は3人落下すればその時点で終了してBチームの勝利、生き残っている人数分のファラ男像を獲得することができる。
- 例4

Aチーム（先攻）4体、Bチーム（後攻）0体獲得している時はBチームは2人生き残りで同点、3人生き残りで逆転となる。3人対3人で開始の場合、1人落下の時点で勝ちはなくなるが、負けは確定しない（引き分けの可能性が残っている）ため、ゲームは続けられる。なお、4体差は通常放送における上限（第1ステージパーフェクトで3体＋ミイラの間成功で1体）である。
「崖の間」開始時点で点差が偶数の場合、理論上は最終結果が同点になるケースも起こり得る。発生した場合同点決勝を行うことが番組内で明言されたが、詳細は不明。

#### 出題内容
イラスト変換クイズ
文字や絵で表された言葉を表示されたジャンルを参考にして答える。
漢字イラストクイズ
イラストが漢字で表現されており、その漢字の場所や色、向きなどからそのイラストを答える。なお、このクイズは『DERO!』時代を踏襲している。
別の呼び名クイズ
1つのモノの複数（2つまたは3つ）の呼び名を答える。出題された写真・イラストの呼び名をマス目と表示された文字を参考に全て答える。2012年3月19日放送分の2時間スペシャルで初登場。
同じ文字入れクイズ
空欄に同じ文字を入れて単語を作る（例：わい○○、正解：ワイキキ）。
初回ではヒントも同時に出ていたが、第2回以降では出題後一定時間が経過してからヒントが出るようになった。また、単語も複合語（こ○○わし〈独楽回し〉・だ○だ○○ろ〈橙色〉・か○○○き〈肩叩き〉など）が出題されるようになった。
写真＆文字並べ替えクイズ
表示された文字と写真を並べ替えてできる物を答える。
先述の「別の呼び名クイズ」と入れ替わる形で、終了した。
ピラミッドクイズ
ある有名人の写真がピラミッド風に折り曲げられており、その有名人が誰か答える。現時点で出題されたのは2011年7月13日放送分のみである。
有名人一文字チェンジクイズ
文章を一文字だけ変えて有名人の名前を作る（例：橋のセミ、正解：はしのえみ）。現時点で出題されたのは2012年10月15日放送分のみである。
共通ひっつきクイズ
2013年8月9日放送分で初登場。4つの映像に共通してひっつく言葉を答える。
漢字組み立てクイズ
2014年4月7日放送分で初登場。イラストを漢字に変換して、合体させるとできる二字熟語を答える（左上にヒントが表示される）。
放送開始以来毎回行われていながら、長らくパーフェクトが出ないステージだったが、2012年11月26日放送分で田村亮、ベッキー、鈴木紗理奈、庄司智春により史上初のパーフェクトを達成した。

#### 特殊ルール
2011年8月17日放送分のルール
1チームでの挑戦。対抗戦リニューアル前の「棒の間」同様に全員落下するまでに10問正解すればクリア（パスはチームで2回まで）。10問正解した時点でターンを消化していなくても終了となり、生き残った人数分の秘宝を獲得できる。
4チーム対抗戦スペシャルルール
各チーム2人ずつ、4チームが同時に挑戦。スタート時に出現するブロックの数はこれまでに獲得した秘宝の数によって決定（秘宝なしで10マス、秘宝1体につき2マス減り、5体で0マスからスタート）。パスは各チーム1回まで使用できる。
3順目からはターン開始前に「サポートアタック」を各チーム1回のみ使用できる。他の1チームを指定し、サポートルームで待機するメンバーから1人を指名する。指名された人は解答者となって「正しいものはどれQ」に挑戦する。映像3択問題に挑み、1問正解ごとに指定したチームのブロックを2マス出すことができる。問題は3問出題され、最大6マス出すことができる。複数チームが同時に行使した場合は抽選で順番を決定する。制限時間は1問につき10秒で解答は1回のみ。最後まで生き残ったチームの優勝となる。
2チーム対抗戦新システム（2013年1月21日放送分以降）ルール
4対4（1ブロックにつき2名）の直接対決で、サポートアタックを使った場合は、相手チームのどちらか1ブロック（どちらにするかはチーム代表者が決める）からブロックがせり出す。
クイズは1巡目が「漢字イラストクイズ」→「漢字組み立てクイズ」、2巡目が「共通ひっつきクイズ」、3巡目は「サポートアタック」、4巡目以降は「同じ文字入れクイズ」で固定。
大運動会SP（2014年10月6日放送分）ルール
6対6で対決。ブロックとブロックの間を仕切っている部分も1つのブロックとして扱われ、時間と共にせり出す。
リニューアルSP（2016年4月11日放送分）ルール
「新サポートアタック」が登場。互いに代表者を1人ずつ出し、早押し対決を行う。出題されるのは「重ねて漢字クイズ」2つに分割された漢字を徐々に中央に寄せて重ねできる漢字一文字を答える。全部で5問出題され、1問正解するごとに敵チームの指名されたメンバー1人の周辺にブロックが2マス出る。

### 最後の試練
初回の2011年7月6月放送分から2013年2月18日放送分まで登場。勝利チームが最後に挑むステージ。チーム代表2名が挑戦。「崖の間」のセットに立ち、中央から出口に向かって進んでいく。道中は14列の壁により塞がれており、7問目以外に正解することで2列ずつ壁が解放されていく。
サンドイッチQ
ジャンルを参考に言葉の真ん中に文字を入れて、三文字のジャンルに合う言葉を完成させる。
問題の解答権は先頭の人のみ。2秒経過ごとに背後から壁が1列ずつせり出していくため即答することがポイントとなる。8問正解すれば壁が全て開放となり（最後の2列は直前の壁を開放した後2問正解で解放）、向こう岸にたどり着けばクリアとなる。
1人成功で5万円、2人成功で10万円（2時間スペシャルでは1人で成功で10万円、2人成功で50万円）獲得できる。ただし両者とも壁に押し出されて落下してしまうとゲームオーバーとなり、賞金を獲得することはできない。また、クイズに成功しても最後の出口に辿り着くことができず、落下した場合もチャレンジ失敗となる。
2011年8月17日の放送では、出演者全員が1チームで行われたため、1人成功の場合はファラ男像獲得数×1万円、2人成功の場合はファラ男像獲得数×2万円獲得というルールで行われた。
4チーム対抗戦とレギュラー放送終了後の2チーム対抗戦新システムでは「最後の試練」は行われず、優勝チームが自動的に賞金を獲得した。

#### 賞金獲得したチーム（太字は挑戦者）
オードリー、関ジャニ∞、田村亮、ベッキーの4組はレギュラーであるため、「オードリーチーム」、「関ジャニ∞チーム」、「ロンブー亮チーム」、「ベッキーチーム」以外での参加のみを記述する。
- 2011年8月10日放送分 関ジャニ∞チーム（オリエンタルラジオ）50000円
- 2011年8月17日放送分 24時間テレビチーム[注 22]（関ジャニ∞（横山裕・村上信五・錦戸亮）、岩清水梓、河本準一、ミッツ・マングローブ）60000円
- 2011年9月7日放送分 超インテリチーム（ロザン（宇治原史規・菅広文）、八田亜矢子、ふかわりょう）50000円
- 2011年10月17日放送分 吉田沙保里チーム（オードリー（若林正恭・春日俊彰）、ベッキー、吉田沙保里、船越英一郎、鈴木福、松井珠理奈、楽しんご）500000円
- 2012年2月13日放送分 人気司会者チーム （オードリー（若林正恭・春日俊彰）、ベッキー、南原清隆、福澤朗、鈴木福、上地雄輔、優木まおみ、ビビる大木、JOY）500000円
- 2012年3月5日放送分 サスペンスの大御所チーム（ベッキー、船越英一郎、山村紅葉、スピードワゴン（井戸田潤・小沢一敬））100000円
- 2012年4月23日放送分 関ジャニ∞チーム（春日俊彰、森三中、六平直政）50000円[注 23]
- 2012年7月2日放送分 東幹久＆俳優チーム（関ジャニ∞（村上信五・丸山隆平）、田村亮、東幹久、イ・テガン、ミッツ・マングローブ、はるな愛、設楽銃、石原良純、遠野なぎこ、原田龍二、アンパンマン）500000円
- 2012年7月23日放送 映画 エイトレンジャーチーム（関ジャニ∞（村上信五・安田章大・錦戸亮）、ベッキー、舘ひろし、ピーター、福田彩乃、石塚英彦）500000円
- 2012年11月26日放送分 嫁・ダンナ大好きチーム（田村亮、ベッキー、磯野貴理子、鈴木紗理奈、庄司智春）100000円
- 2013年1月21日放送分 キャスターチーム（草野仁、菊川怜、桝太一、青木源太、中田有紀、杉崎美香）50000円

## ネット局
| 放送対象地域   | 放送局                    | 系列                          | 放送日時           | 放送日時           | 備考       |
| 放送対象地域   | 放送局                    | 系列                          | （第1期）          | （第2期）          | 備考       |
| -------------- | ------------------------- | ----------------------------- | ------------------ | ------------------ | ---------- |
| 関東地方       | 日本テレビ（NTV）         | 日本テレビ系列                | 水曜 19:00 - 19:56 | 月曜 19:00 - 19:56 | 制作局     |
| 北海道         | 札幌テレビ（STV）         | 日本テレビ系列                | 水曜 19:00 - 19:56 | 月曜 19:00 - 19:56 | 同時ネット |
| 青森県         | 青森放送（RAB）           | 日本テレビ系列                | 水曜 19:00 - 19:56 | 月曜 19:00 - 19:56 | 同時ネット |
| 岩手県         | テレビ岩手（TVI）         | 日本テレビ系列                | 水曜 19:00 - 19:56 | 月曜 19:00 - 19:56 | 同時ネット |
| 宮城県         | ミヤギテレビ（MMT）       | 日本テレビ系列                | 水曜 19:00 - 19:56 | 月曜 19:00 - 19:56 | 同時ネット |
| 秋田県         | 秋田放送（ABS）           | 日本テレビ系列                | 水曜 19:00 - 19:56 | 月曜 19:00 - 19:56 | 同時ネット |
| 山形県         | 山形放送（YBC）           | 日本テレビ系列                | 水曜 19:00 - 19:56 | 月曜 19:00 - 19:56 | 同時ネット |
| 福島県         | 福島中央テレビ（FCT）     | 日本テレビ系列                | 水曜 19:00 - 19:56 | 月曜 19:00 - 19:56 | 同時ネット |
| 山梨県         | 山梨放送（YBS）           | 日本テレビ系列                | 水曜 19:00 - 19:56 | 月曜 19:00 - 19:56 | 同時ネット |
| 新潟県         | テレビ新潟（TeNY）        | 日本テレビ系列                | 水曜 19:00 - 19:56 | 月曜 19:00 - 19:56 | 同時ネット |
| 長野県         | テレビ信州（TSB）         | 日本テレビ系列                | 水曜 19:00 - 19:56 | 月曜 19:00 - 19:56 | 同時ネット |
| 静岡県         | 静岡第一テレビ（SDT）     | 日本テレビ系列                | 水曜 19:00 - 19:56 | 月曜 19:00 - 19:56 | 同時ネット |
| 富山県         | 北日本放送（KNB）         | 日本テレビ系列                | 水曜 19:00 - 19:56 | 月曜 19:00 - 19:56 | 同時ネット |
| 石川県         | テレビ金沢（KTK）         | 日本テレビ系列                | 水曜 19:00 - 19:56 | 月曜 19:00 - 19:56 | 同時ネット |
| 福井県         | 福井放送（FBC）           | 日本テレビ系列 テレビ朝日系列 | 水曜 19:00 - 19:56 | 月曜 19:00 - 19:56 | 同時ネット |
| 中京広域圏     | 中京テレビ（CTV）         | 日本テレビ系列                | 水曜 19:00 - 19:56 | 月曜 19:00 - 19:56 | 同時ネット |
| 近畿広域圏     | 読売テレビ（ytv）         | 日本テレビ系列                | 水曜 19:00 - 19:56 | 月曜 19:00 - 19:56 | 同時ネット |
| 鳥取県・島根県 | 日本海テレビ（NKT）       | 日本テレビ系列                | 水曜 19:00 - 19:56 | 月曜 19:00 - 19:56 | 同時ネット |
| 広島県         | 広島テレビ（HTV）         | 日本テレビ系列                | 水曜 19:00 - 19:56 | 月曜 19:00 - 19:56 | 同時ネット |
| 山口県         | 山口放送（KRY）           | 日本テレビ系列                | 水曜 19:00 - 19:56 | 月曜 19:00 - 19:56 | 同時ネット |
| 徳島県         | 四国放送（JRT）           | 日本テレビ系列                | 水曜 19:00 - 19:56 | 月曜 19:00 - 19:56 | 同時ネット |
| 香川県・岡山県 | 西日本放送（RNC）         | 日本テレビ系列                | 水曜 19:00 - 19:56 | 月曜 19:00 - 19:56 | 同時ネット |
| 愛媛県         | 南海放送（RNB）           | 日本テレビ系列                | 水曜 19:00 - 19:56 | 月曜 19:00 - 19:56 | 同時ネット |
| 高知県         | 高知放送（RKC）           | 日本テレビ系列                | 水曜 19:00 - 19:56 | 月曜 19:00 - 19:56 | 同時ネット |
| 福岡県         | 福岡放送（FBS）           | 日本テレビ系列                | 水曜 19:00 - 19:56 | 月曜 19:00 - 19:56 | 同時ネット |
| 長崎県         | 長崎国際テレビ（NIB）     | 日本テレビ系列                | 水曜 19:00 - 19:56 | 月曜 19:00 - 19:56 | 同時ネット |
| 熊本県         | くまもと県民テレビ（KKT） | 日本テレビ系列                | 水曜 19:00 - 19:56 | 月曜 19:00 - 19:56 | 同時ネット |
| 大分県         | テレビ大分（TOS）         | 日本テレビ系列 フジテレビ系列 | 不定期放送         | 月曜 19:00 - 19:56 | 同時ネット |
| 鹿児島県       | 鹿児島読売テレビ（KYT）   | 日本テレビ系列                | 水曜 19:00 - 19:56 | 月曜 19:00 - 19:56 | 同時ネット |
| 沖縄県         | 琉球放送（RBC）           | TBS系列                       | 金曜 15:55 - 16:53 | 金曜 15:55 - 16:53 | 遅れネット |

- テレビ宮崎（UMK）は第2期以降、2時間スペシャルに限り同時ネットしていた（当時月曜20時台が日本テレビ同時ネット枠となっていたため。この場合は19時台に放送されるフジテレビ系列の時差ネット放送枠が休止となった）。
- 一部系列局では再放送を行っている局があった。

## スタッフ
不定期特番第8回放送分
- 構成：吉橋広宣、今井とおる、西村隆志
- ナレーション：赤平大
- クイズ出題ナレーション：豊田順子（日本テレビアナウンサー）
- クイズ：水野圭祐、伊藤文人、中川久嘉
- TM：坂東秀明
- SW：松嶋賢一
- CAM：早川智晃
- 照明：千葉雄
- 音声：池田正義
- VE：八木一夫
- 美術：高野泰人
- デザイナー：北村春美
- 大道具：相馬勇
- 小道具：鶴田しのぶ
- 電飾：糸数青祥
- 衣装：珍田愉華
- 持道具：上田薫
- 特効：栗原寛享
- メイク：スタジオまむ
- 音効：岡田淳一
- EED：永岡大輔（オムニバス・ジャパン）
- MA：小川るみ（オムニバス・ジャパン）
- CG：イシバシミツユキ、アイヴリック、諏訪部正英
- イラスト：ODDJOB
- 技術協力：NiTRo
- 美術協力：日テレアート
- 撮影協力：EAT、Motion Partrait、タリー、バンセイ
- デスク：宮沢薫
- TK：長坂真由美
- AP：野中翔太
- 進行：改發みなみ（改發→以前は、AD）、中條紗佳
- AD：山本玲奈、水賀美佑太、大谷春希、藤村有希、後藤拓也、永井玲名、岡崎雄斗
- ディレクター：鈴木潤一郎／吉田真紗記、石井和章、武石一也、髙橋慎耶、徳武真人、宮本瞳
- 演出：小俣猛、藤田幸伸
- プロデューサー：秋山健一郎、北詰由賀、筒井梨絵、山本玲子（筒井・山本→以前、AP）
- 総合演出：財津功
- 制作協力：AX-ON、Spice Factory
- チーフプロデューサー：中村英明（不定期第7回分から）
- 製作著作：日本テレビ

### 過去のスタッフ
- クイズ出題ナレーション：古市幸子、延友陽子[注 25]
- クイズ：西条みつとし
- TM：江村多加司
- CAM：福田伸一郎
- 照明：高橋明宏
- VE：高橋卓
- 美術：中原晃一
- デザイナー：本田恵子
- 装置→大道具：滝沢陽介
- 装飾：宍倉正一
- 衣装：有馬裕太、加川潤
- EED：行木忍（オムニバス・ジャパン）
- MA：村上敏之（メディア・リース）
- イラスト：タイムライン
- 撮影協力：温泉宅配便
- 編成：中野裕子（第1回のみ）、穂積武信
- 広報：永井晶子
- 進行：徳武真人
- AP：山口正博
- AD：大友彩奈、増井政憲、深澤尚、照井ゆずみ、戸谷志帆梨、吉田郁美、大屋万梨子、大河原英作、蔭山彩、中川健太郎、篠田将大、加藤真裕子、松本信子、齋藤聡、南雲悠、石島慎也、飛田一充、北田有輝、金誠貴、伊藤美波、谷和真、小出大樹、大和田京甫
- ディレクター：高橋直樹、西川宏一、増田雄太、武信考、久保木幹雄、山越由貴、清水克洋（清水→以前は、AD）
- プロデューサー：天笠ひろ美、永井英樹、岡田五知信
- チーフプロデューサー：小谷野俊介[注 26]、鈴江秀樹[注 27]
- 制作協力：THE WORKS

## おもちゃ・ゲーム
宝探しアドベンチャー 謎解きバトルTORE! 魔宮攻略ゲーム
バンダイから2012年7月28日に発売された。
TORE!に登場するステージをベースにした個人戦ボードゲーム。2人 - 4人で遊べる。石像の間→壁の間→ミイラの間→床の間→崖の間の順番で5つのステージ＋αに挑戦、ゲームやクイズをクリアしファラ男像を獲得。全ステージ終了時点で獲得したファラ男像が一番多い人の優勝となる。
同年7月12日 - 26日に『スッキリ!!』の「スッキリ!!商品開発部」のコーナーで制作段階が放送された。
2013年3月29日には、追加キットとして「岩の間」ステージが発売された。
宝探しアドベンチャー 謎解きバトルTORE! 鉄球の試練ゲーム
日本テレビサービスより発売された。
鉄球の試練の単体販売版。本家に近い再現度となっており、付属のタイマーを使用することで本家さながらの緊張感を味わうことができる。また、角度を上げるシートやタイマーを隠す・離れた場所に置くなどして難易度を上げたバージョンに挑むことも可能。
謎解きバトルTORE! 伝説の魔宮を復活させよ!
バンダイナムコゲームス（現・バンダイナムコエンターテインメント）から2014年10月2日に発売された。
TORE!に登場するステージをベースにしたニンテンドー3DS用の謎解きアクションゲーム。

## 漫画
3DS「TORE!」超外伝 出たな!ファラ男くん!
『月刊コロコロイチバン!』2014年12月号から2015年5月号まで連載された。作者はいわっち。ニンテンドー3DS用ソフト「謎解きバトルTORE! 伝説の魔宮を復活させよ!」を基にしたギャグ漫画。